# 沒在怕 (阿姆歌曲)
- 關於莉莉·艾倫的歌曲，請見「沒在怕 (莉莉·艾倫歌曲)」。

〈沒在怕〉是美國饒舌歌手阿姆的歌曲，收錄在他第七張錄音室專輯《好的很》，於2010年4月29日由新視鏡唱片作專輯首發單曲釋出。單曲最初在阿姆的Twitter上透露並在其創辦的廣播電台首播。〈沒在怕〉由阿姆、Boi-1da、喬丹·伊凡斯和馬修·柏奈特共同譜寫和製作，鍵盤手路易斯·雷斯托也作功臣並列其中。據阿姆的經紀人保羅·羅森堡和樂評人稱，〈沒在怕〉傳達了樂觀向上的訊息，描繪阿姆從藥癮和暴力解脫的轉變。這首嘻哈歌曲有一個合唱團伴唱，使聲樂產生層次分明的效果；人聲未經過調音軟體修正，但採用了許多混響工具。
〈沒在怕〉得到樂評人褒貶不一的評價。他們讚揚這首歌振奮人心，並傳達正面積極的訊息，然而卻因與過往主題大相逕庭而招致物議，並認為水準不及他以前的歌曲。〈沒在怕〉是史上第16首空降《告示牌》百大單曲榜冠軍的歌曲。2014年6月，這首歌獲得美國唱片業協會10個白金認證，使阿姆成為第一位藉兩首歌曲而獲得數位鑽石獎的藝人。阿姆亦憑藉〈沒在怕〉獲得MTV音樂錄影帶大獎、MTV日本音樂錄影帶大獎、葛萊美獎、《告示牌》音樂獎等獎項。
這首歌的音樂錄影帶由里奇·李執導，於2010年5月在美國紐約市和紐澤西州紐華克市拍攝。評論家稱讚錄影帶的畫面依循歌詞的意境，並讚許其表現手法，但其中置入的耐克鞋和Beats耳機廣告受到了批評。
阿姆在2010年的E3电子娱乐展、Oxegen音樂節、T在公園音樂節和MTV音樂錄影帶大獎上表演了〈沒在怕〉。他亦在波纳罗音乐节、Lollapalooza和V音樂節演唱這首歌。

## 背景與製作
2009年，阿姆正籌備第六張錄音室專輯《又來了》（Relapse）的二部曲《又來了2》（Relapse 2），但後來該項目取消並釋出了截然不同的新專輯，名為《好的很》（Recovery）。他說：「在我不斷錄音並與新的製作人合作後，《又來了》二部曲這個點子就變得越來越無趣，我更想製作一張全新的專輯。」〈沒在怕〉主要由加拿大嘻哈音樂家Boi-1da製作。據錄製〈沒在怕〉的麥克·斯特蘭奇（Mike Strange）說，在聽了阿姆客串在饒舌歌手德雷克的歌〈Forever〉之後，他想找其幕後製作人Boi-1da合作。Boi-1da向斯特蘭奇寄送了許多曲目檔案，其中有些歌是阿姆寫的。曲目使用數位音訊工作站Pro Tools開啟和編輯，因為阿姆的人聲還在錄製中。錄音聚會在美國密歇根州芬代爾的雕像工作室（Effigy Studios）舉行，但Boi-1da在聚會中缺席。
發送給斯特蘭奇的原始曲目主要包含鼓和鍵盤的音軌，在軌道上半部，有樂蘭鼓機TR-808底鼓、常規現場底鼓、腳踏鈸、疊音鈸和小軍鼓編制的節拍；下半部，有圓號、交響打擊樂、襯底，以及美樂特朗磁帶鋼琴彈奏的和弦進程。斯特蘭奇告訴雜誌《聲音上的聲音》：「我喜歡把人聲音軌放在伴奏的頂部，這在嘻哈音樂中是不可或缺的元素。」阿姆的主聲樂音軌下方放置了兩段音軌，其中一段是他的開場詞。除了前奏，每一段副歌都是加錄上去的，而不是複製重複的樣本。橋段的人聲被疊錄了六次。整首歌曲的人聲皆沒有使用調音軟體修正音高。底特律音樂家路易斯·雷斯托因使用鍵盤製作出橋段中鋼琴和吉他的的音效，並配器副歌及橋段，使他也獲得歌曲創作人的榮譽。
斯特蘭奇以更傳統的方式編排了Pro Tools的伴奏，從左至右依次是鼓、低音樂器、吉他、鍵盤、聲樂和加錄。為了滿足阿姆對品質的要求，斯特蘭奇私下對曲目做出了許多調整。他使用SSL等化器（EQ）均衡和壓縮Boi-1da的音軌；為使歌曲的音高波動保持一致，他修剪雷斯托的底鼓聲，並使用自动调谐糾正。斯特蘭奇還布置了許多混響工具，如Bricasti、Eventide 2016、词库 480、Lexicon PMC70和山葉SPX90。應阿姆的要求，喬丹·伊凡斯（Jordan Evans）和馬修·柏奈特額外編排、錄製弦樂的加錄。合唱的人聲由羅伯特·雷耶斯（Robert Reyes）錄製。

## 詞曲
〈沒在怕〉是一首由阿姆、喬丹·伊凡斯、馬修·柏奈特和瑞克·克羅（Rick Crowe）編寫和製作的嘻哈歌曲；鍵盤手雷斯托也對其做出額外貢獻。Boi-1da提供鼓；伊凡斯和柏奈特負責弦樂。歌曲以C小調創作，每分鐘達86拍。副歌遵循著Cm–A♭(maj7)–E♭–B♭的和弦進程。歌詞呈現阿姆度過藥物成癮、仇世和暴力傾向的低潮，並步入正軌的寫照。
這首歌以一段簡短的介紹詞開場，阿姆說著：「Yeh, it's been a ride. I guess I had to go to that place to get to this one.」同時，副歌在背景播放。進入第一節主歌時，他威脅著那些曾看不起他的人：「You can try to read my lyrics off of this paper before I lay 'em/ But you won't take the sting out these words before I say 'em.」。在第二節主歌中，阿姆承認他的過失，並評論了他的《又來了》專輯：「That last Relapse CD was ehh/ Perhaps I ran them accents into the ground/ Relax, I ain't going to do that now.」接著他說：「All I'm trying to say is get back, click clack, pow」時，聽到一聲槍響。第二節主歌結尾，阿姆唱著他的個人經歷：「But I think I'm still trying to figure this crap out/ Thought I had it mapped out, but I guess I didn't/ It's time to exercise these demons/ These motherfuckers are doing jumping jacks now.」。副歌結束後，橋段專注在積極的轉變上，正如他說：「I just can't keep living this way, so starting today I'm breaking out of this cage.」在最後一節副歌前，他說他力爭上游但卻被周圍的瑣事分心。這首歌的合唱團由基普·布萊克希爾（Kip Blackshire）、克里斯塔爾·加里克二世（Christal Garrick II）、泰瑞·德克斯特、富王（Rich King）、克里斯汀·阿什利·科爾（Kristen Ashley Cole）和斯利·喬丹（Sly Jordan）組成。
《洛杉磯時報》指第一次聽到這首歌的人可能會以為是基督教嘻哈音樂。MTV新聞作家沙希姆·里德（Shaheem Reid）指出：「沒有對流行文化偶像的抨擊，也沒有快活的傻瓜。」MuchMusic網站的一位作家指出，阿姆在這首歌選擇擔當『馬紹爾·馬瑟斯』的角色，而不是『Slim Shady』。」

## 發行
2010年4月26日，阿姆在他的Twitter帳號發布一則推文，上面寫著「I'm 'Not Afraid'」（我「沒在怕」），但沒作任何詳細說明。粉絲和新聞機構立即明瞭其含義，並昭示阿姆第七張專輯《好的很》的第一首單曲名為「Not Afraid」（沒在怕）。來自WWPR-FM電台的主持人安吉拉·伊（Angela Yee）證實，新單曲將會在無審查的廣播電台Shade 45亮相。阿姆的經紀人保羅·羅森堡（Paul Rosenberg）告訴《告示牌》：「這不是一首黑暗的歌，而是一首令人振奮的歌曲。」單曲最初計劃於2010年4月30日（北美东部时区）衝擊電台，但後來時間改為提前一天，於29日上午10點在Shade 45節目《The Morning After》首播。2010年5月5日，後果娛樂和新視鏡唱片在線上零售商店提供這首歌的數位下載。
這首歌出現在戰爭電影的預告片中。

### 宣傳
在〈沒在怕〉預定發行的前兩天，阿姆發布了一段即興饒舌影片，名為〈Despicable〉（卑鄙），以鋪墊新專輯首發曲的發行。影片中的聲樂由加拿大饒舌歌手德雷克的歌曲〈Over〉器樂版和G-Unit成員勞埃德·班克斯的歌曲〈Beamer, Benz or Bentley〉組成。歌詞中因提到擔任美式足球四分衛的本·罗斯利斯伯格而引起爭議：「I'd rather turn this club into a bar room brawl/Get as rowdy as Roethlisberger in a bathroom stall.」這是指2011年3月於喬治亞州米利奇維爾一家夜總會裡發生的性侵事件。這首歌也論及虛構漫畫角色超人、卡通角色達菲鴨等大眾文化。
音樂網站《前音後果》的雷·羅阿（Ray Roa）注意到阿姆在〈Despicable〉中明顯的受挫感，稱他在新的即興饒舌中聽起來比以往還憤怒。並補充說：「按照他的標準，前一分鐘的曲目應是柔和的，但是當節拍切換到班克斯的部分時，阿姆就瘋掉了。」HitFix的梅琳達·紐曼（Melinda Newman）給出了正面評價，寫道即興饒舌聽起來像是「把房間裡所有的空氣都吸出去炸開的感覺。這比《又來了》裡的任何東西都要好，而且他的押韻技巧絕對靈活的令人敬畏。」Sputnikmusic的亞當·唐納（Adam Downer）肯定寫道：「阿姆重拾我們從專輯中記起的瘋狂絕望。」

## 樂評
| 評論得分         | 評論得分 |
| 來源             | 評分     |
| ---------------- | -------- |
| About.com        | [ 26 ]   |
| Beats Per Minute | [ 27 ]   |
| 數碼間諜         | [ 28 ]   |
| 《滾石》         | [ 29 ]   |

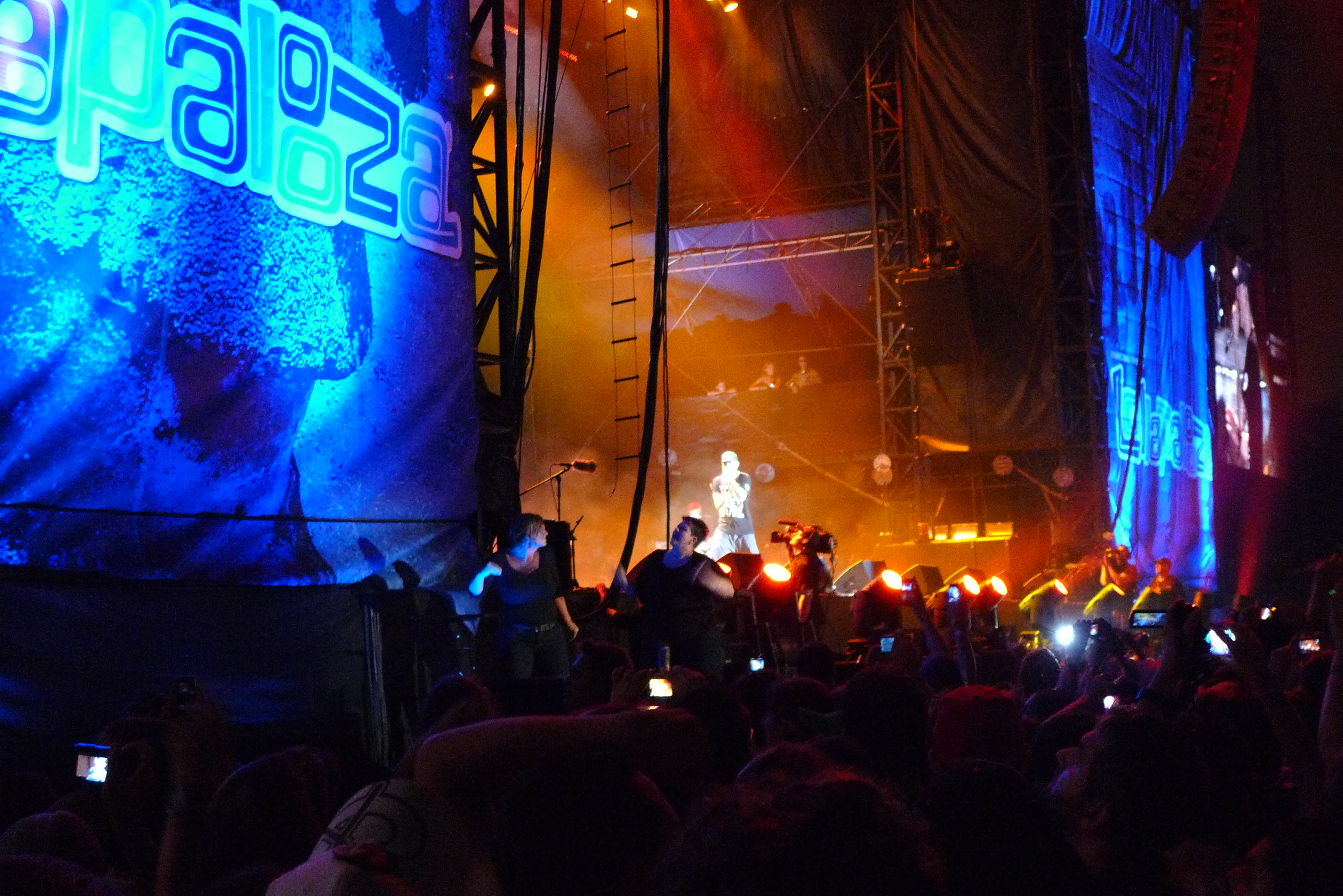
阿姆在2011年的Lollapalooza音樂節上表演

〈沒在怕〉受到樂評人褒貶不一的評價。《滾石》的喬恩·多蘭（Jon Dolan）稱讚這首歌勵志的主題，指出在「黑暗、歌劇感的節拍中，阿姆展現了經典、強硬的花式押韻──而且通常是粗暴的。但怒氣具有凝聚力。」。About.com的亨利·阿達索（Henry Adaso）對這首歌給予正面評價，指出「Boi-1da生氣勃勃的魔力」和「一位騷客令人心動的歌詞」是這首歌的優點。他認為Boi-1da的製作成果閃閃發光；而阿姆的歌詞靈敏的纏繞在其框架上，最終以滿分5星給予歌曲4星半的評價。AllHipHop稱其是一首反抗性質的頌歌。音樂網站前音後果的溫斯頓·羅賓斯（Winston Robbins）稱〈沒在怕〉帶有朗朗上口的旋律及副歌，而阿姆將無窮盡的智慧和憤怒情緒融入節拍中。絕對龐克的湯瑪士·納西夫（Thomas Nassiff）指出這首歌對廣播和聽眾很友好，且沒有因而犧牲任何東西。《獨立報》的安迪·吉爾（Andy Gill）說，這是「專輯中唯一值得肯定的情緒」並稱其為「驕傲的康復之歌」。《Spin》雜誌的本傑明·米多斯·英格拉姆（Benjamin Meadows-Ingram）在他對《好的很》的評論中稱，〈沒在怕〉是一首為體育館準備好的主打曲，並說道：「最後，阿姆正視他個人和職業生涯的敗北，而不是永遠躲在笑話或噩夢中。這是繼續前進關鍵的第一步。」
《娱乐周刊》的西蒙·沃齊克-萊文森（Simon Vozick-Levinson）對這首歌發表兩極的評價。他首先讚揚阿姆音樂題材的變化，稱其本質上是首頌歌，具有鼓舞人心和強而有力的訊息，接著將其與他2002年的單曲〈為此刻歌唱〉和2009年的單曲〈美麗人生〉作比較。沃齊克-萊文森形容阿姆的饒舌「狂野」，但對製作環節不屑一顧：「〈沒在怕〉背後的曲目皆具有細緻、重複、想成為史詩般的品質，這讓我對Boi-1da製作的〈Forever〉等作品感到生氣。」英國網站數碼間諜的邁耶·尼森（Mayer Nissem）以滿分5星下給予歌曲3星的評價，並寫了一篇毀譽參半的評論；他首先評論說：「謝天謝地！—馬紹爾·馬瑟斯三世選擇他拿手的伎倆，用從兩年前學到的課題，將旋律和一些『諷刺』鋪墊在一起。」接著批評它極為沉悶且配不上他獲得的殊榮，他覺得阿姆以前的歌曲從來沒有讓聽眾感到厭煩，而〈沒在怕〉則相反。《洛杉磯時報》的傑夫·韋斯（Jeff Weiss）評論說，〈沒在怕〉是對前次專輯主打曲〈請投降〉（收錄在《安可秀》）與〈我們造孽〉（收錄在《又來了》）的改進，賦予其更嚴肅和鼓舞人心的主題。相對的，韋斯認為這是一首朦朧含糊、自我勉勵的陳腔濫調，而Boi-1da的節拍華而不實又平庸，他評論副歌：「不會讓它聽起來更吸引人」。最後，韋斯指其可能受到美國饒舌歌手T.I.的間接影響。總體而言，他稱其為一支令人失望的主打曲。
One Thirty BPM網站的約翰·烏爾默（John Ulmer）以滿分十分給這首歌七分的成績。與之前的主打曲〈請投降〉和〈我們造孽〉相比，他稱讚它是一首嚴肅的曲目，但指摘它與2002年的熱門單曲〈豁出去〉和〈美麗人生〉相比沒有那麼出色。依照烏爾默所說：「第一次聽它有點老套，但它的莊嚴穆肅恰如其分，還不足以影響歌曲整體的實力。」他指出，雖然阿姆的聲音不如他在〈Despicable〉中那般受挫，但承認《又來了》是一張愚蠢的專輯。Pitchfork Media的傑森·格林（Jayson Greene）對專輯寫了一篇相當負面的評論，且極度鄙視這首歌：「阿姆在《好的很》花了將近一半的時間主張他是世上最厲害的饒舌歌手，但事實上在他的職業生涯中，他看起來很笨拙。」《衛報》的凱蒂·茵派爾（Kitty Empire）也在她對專輯的評論中對這首歌給出負面評價，批評這首歌的填詞：「在副歌中用『through a storm』（穿越暴風雨）來押韻『whatever weather/ cold or warm』（無論風雨，嚴寒酷暑）對一個押韻大師而言是不可原諒的。」作為專輯評論的一部分，《芝加哥論壇報》的葛列格·科特（Greg Kot）批評阿姆寫的歌詞和押韻，並將其與他在2002年拍的嘻哈電影《街頭痞子》中展現的押韻技巧做比較：「他難道沒有意識到，《街頭痞子》的阿姆會無情地嘲笑這種低級品嗎？」

## 商業成績
根據尼爾森音樂統計，〈沒在怕〉在發行首週售出了380,000份數位拷貝，是當年至發行以來銷售量最多的一週。〈沒在怕〉的問世被證明是成功的，是史上第16首空降《告示牌》百强单曲榜冠軍的單曲，亦是阿姆繼〈豁出去〉和〈乾杯〉以來上《告示牌》榜單的第三首單曲。這是自1997年肖恩·库姆斯的〈I'll Be Missing You〉以來第一首空降《告示牌》榜單榜首的男性嘻哈單曲。
在進入《告示牌》數位歌曲榜冠軍的隔週，這首歌下跌至第四名；在百大單曲榜上排名第六，數位拷貝銷量為202,000份。2010年6月14日，這首歌以157,000份的銷量再升至第五名。2010年7月14日，它在百大單曲榜上的名次為24；到那時，這首歌的總下載量已達到175萬次。2010年7月25日，這首歌的總銷量突破了200萬大關。截至2013年8月，這首歌已售出500萬份數字拷貝。2014年6月，這首歌獲得美國唱片業協會10個白金認證。
在加拿大，〈沒在怕〉登頂加拿大百强单曲榜，並在排行榜上徘徊了20週。在英國，〈沒在怕〉於2010年5月30日首次在英國單曲排行榜上亮相並排名第五，直到6月5日那週下降一名；下週和下下周再降至第10、14名。8月1日，這首歌跌至第20名，最後一次出現在榜上是8月29日。總共在排行榜上駐足14週。在紐西蘭，〈沒在怕〉於2010年5月10日出現在新西兰官方音乐榜並排名第八，在排行榜上共持續23週。最後一次上榜是2010年9月9日，排名第34。在澳洲，這首歌在第一週就進入澳大利亚单曲榜第16名，並在下週爬升至第四名；最終排名第48，在排行榜停留27週。在奧地利，這首歌於2010年5月21日首次在奧地利Ö3四十強音樂榜亮相，位列22名。它在8月13日及其後一週達到頂峰—第五名。在離開榜單前，這首歌於2011年1月21日位居榜末（第75名）。〈沒在怕〉在爱尔兰单曲榜上共持續了19週，最後一次出現是2010年9月30日，排名第36。在比利時，這首歌於2010年5月15日首度出現在法蘭德斯區的Ultratop榜，排名第13；在瓦隆大区的Ultratop榜排名第14，並於2010年7月3日再次上榜，排名第40。比任何其他國家的排行榜時間都長，〈沒在怕〉佔領瑞典最熱榜連續43週，空降第五名，並在最後一週排名第49。

## 音樂錄影帶

### 發展
在拍攝開始前，阿姆與經紀人保羅·羅森堡通了電話，討論對〈沒在怕〉音樂錄影帶的想法，並於2010年5月開始合作。美國導演理查·「里奇」·李受聘為錄影帶操刀，該錄影帶在紐澤西州的紐華克和紐約市拍攝。第一天，阿姆登上曼哈顿市政大楼的屋頂拍攝開頭的場景。里奇稱這一幕「有點像一種非常內在情感的影片」。在錄影帶還正拍攝時，阿姆接受採訪，稱與里奇的合作「非常沒勁……和他一起工作很好，你知道，他只關心工作的事。」阿姆從懸崖上跳下的場景在布魯克林的綠點倉庫拍攝。第一天拍攝的最後一幕是他要逃離黑暗的地下室，場景由美術指導伊桑·托布曼搭建。
第二天以阿姆穿越紐華克市場街為拍攝重點。最後一天的攝影現場放置許多面鏡子，其中有一面是假的，阿姆必須衝破它以通過。2010年5月30日，阿姆在Twitter中確認了錄影帶的發布日期：「給那些耐心等待的人，〈沒在怕〉錄影帶將於6月5日星期六首播。」在錄影帶首播的前一天，預告片在影片共享網站YouTube上架。完整的音樂錄影帶則於2010年6月5日上午11:30（美國東部時間）上傳到Vevo和YouTube。6月7日，電視首映在MTV和VH1上播出。

### 概述
片頭，阿姆站在紐約曼哈頓市政大樓的頂樓念著開場詞，畫面不時在屋頂與地下室之間切換。阿姆逐漸向女兒牆邊緣靠攏，直到進入第一節副歌。他離開大樓沿著紐瓦克市場街走，表現泰然的橫越馬路，但身體剛好與往來的車輛錯開。其後他在停在路邊的汽車窗戶上看到自己扭曲的倒影，困惑的他繼續前行，結果被一連串的鏡子包圍。到第二節副歌結尾，他用身體撞破鏡子逃出；另一頭的阿姆也打破磚牆走出了地下室。畫面一轉，阿姆發覺自己身處馬路中央。鏡頭緩緩拉遠，能看見他站在經過大規模破壞的斷層邊緣。阿姆毫不猶豫的跳下懸崖，平靜的墜向深淵，但不到一半就突然獲得超能力飛向地表。他飛馳大街小巷，快到引起了音爆，使路邊的汽車窗戶因此碎裂。最終，阿姆飛回曼哈頓市政大樓的屋頂，也就是錄影帶開始的地方。

### 反響
該錄影帶收到普遍正面的評價。《告示牌》的莫妮卡·埃雷拉（Monica Herrera）將阿姆躍下懸崖的片段起名為「勝利的時刻」，並將他的飛行場景比作超人。《滾石》的丹尼爾·克雷普斯（Daniel Kreps）指阿姆的飛行畫面就像1999年科幻電影《駭客任務》中飾演尼歐的基努·李維。《娱乐周刊》的沃齊克-萊文森寫道：「我們要明白，他又一次對世界束手無策，並充滿了幾乎無法控制的力量，還不知道如何駕馭。」他認為即使這不是阿姆最好的錄影帶，但稱讚其氛圍；他還將其與阿姆另一支錄影帶〈我行我素〉進行比較，因為這兩者均有從高處往下跳的畫面。
截至2023年7月，該音樂錄影帶已在YouTube上獲得超過17億的觀看次數和1173萬個喜歡。是阿姆在YouTube上觀看次數第二多的錄影帶，僅次於同張專輯的〈喜歡你說謊的樣子〉。

## 現場演出

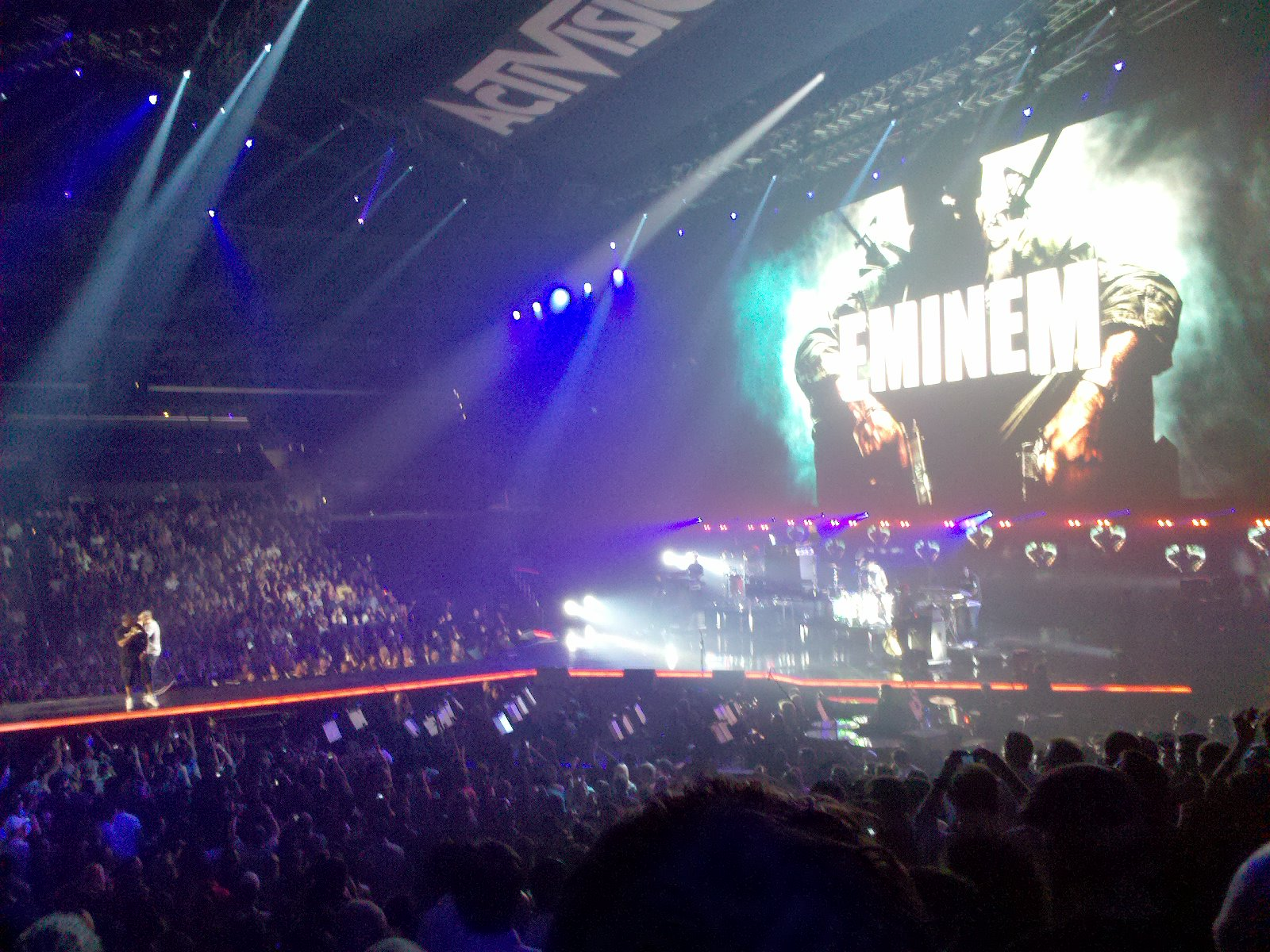
阿姆在洛杉磯史坦波中心（E3 2010）上表演。

2010年6月5日，阿姆在《喬納森·羅斯的週五夜》表演了〈沒在怕〉。電子遊戲發行商动视為慶祝其射擊遊戲《決勝時刻：黑色行動》上市，邀請許多藝人到2010年的電子娛樂展（E3 2010）演出，地點在洛杉磯的史坦波中心。而阿姆與眨眼182鼓手崔維斯·巴克一起演奏了這首歌及同專輯的〈喜歡你說謊的樣子〉和〈永不退縮〉。2011年的電子娛樂展，合唱兼起鬨者波特先生在〈沒在怕〉的副歌與阿姆同唱。在觀眾以為表演結束時，阿姆再度重返舞台，以〈豁出去〉壓軸作結。美通社寫道：「阿姆在全明星活動的閉幕式點燃了人群」。MTV新聞的馬特·埃利亞斯（Matt Elias）也稱讚了這場演出，稱「阿姆獻上了一場激動人心的表演……消除了他是否會重返比賽的任何懷疑」。《告示牌》的安東尼·布魯諾（Antony Bruno）形容這場表演為「真正的爆炸」。而《滾石》的塞夫·阿普福德（Seve Appleford）寫道：「饒舌歌手以他一貫的強度走在伸展台上，預告下週將發行的《好的很》的新歌。」據報導，動視在派對費用上花了600萬美元。
〈沒在怕〉列入2010年7月10日「T在公園音樂節」的歌單中，順序在安可曲〈豁出去〉前。此場演出後來收錄進〈喜歡你說謊的樣子〉CD單曲的第二首曲目。阿姆亦在2010年MTV音樂錄影帶大獎演唱這首歌，起初他在一個小房間被眾人圍著，接著背景的暗門打開，他唱著這首歌走下台階，然後與巴巴多斯歌手蕾哈娜共同演唱〈喜歡你說謊的樣子〉。觀眾以34%的票數將他的表現評為最佳。
在2011年的波纳罗音乐节上，阿姆與波特先生一起表演了〈沒在怕〉和幾年前的熱門單曲，如〈離家出走〉、〈超級大痞子〉、〈少了我，很空虛〉和〈玩具兵團〉。他還與阿姆2勢力的搭檔「Royce da 5'9"」合唱了〈Fast Lane〉和〈Lighters〉。近八萬名觀眾在現場高呼「Shady！」達五分鐘，直到阿姆回來獻唱安可曲〈豁出去〉。MTV新聞的詹姆斯·蒙哥馬利（James Montgomery） 寫道：「阿姆表演的亮點是他攻擊時的頑強。」美聯社稱：「波納羅的人海可能是嬉皮士的聚集地，但週六晚上你不會知覺到」。《滾石》的帕特里克·多伊爾（Patrick Doyle）寫道：「阿姆一個半小時的演出大獲全勝，饒舌歌手不斷在舞台上蹦蹦跳跳，以拳擊手的精力迎擊一場又一場的表演。」
2011年Lollapalooza音樂節的第二天，阿姆與波特先生在九萬名觀眾前表演了這首歌。《好萊塢報導》的史蒂夫·巴爾廷（Steve Baltin）寫道：「鑒於他巡演的頻率不高，有時很容易忘記他是多麼有活力的表演者，但在一場90分鐘的精彩表演後，不可否認饒舌歌手的力量。」MTV新聞的吉爾考夫曼（Gil Kaufman）覺得「阿姆回來了，鋸開並征服了他的Lollapalooza初演。」2011年8月20–21日，阿姆共在維珍集團的V音樂節演唱了28首歌，而〈沒在怕〉作為安可曲〈豁出去〉前的最後一首歌。音樂節第一天在英國埃塞克斯郡切爾姆斯福德舉行，第二天在斯塔福德郡舉辦。《衛報》的克里斯·薩爾蒙（Chris Salmon）形容他的表演「雄偉」，並認為這首歌適合結束任何一種類型的音樂節。

## 獲獎與提名
| 年份 | 典禮                            | 獎項                                   | 結果 |
| ---- | ------------------------------- | -------------------------------------- | ---- |
| 2010 | 黑人娛樂電視嘻哈大獎            | Verizon人民冠軍獎                      | 提名 |
| 2010 | MTV音樂錄影帶大獎（2010年）     | 年度影片                               | 提名 |
| 2010 | MTV音樂錄影帶大獎（2010年）     | 最佳男性影片                           | 獲獎 |
| 2010 | MTV音樂錄影帶大獎（2010年）     | 最佳嘻哈影片                           | 獲獎 |
| 2010 | MTV音樂錄影帶大獎（2010年）     | 最佳藝術指導                           | 提名 |
| 2010 | MTV音樂錄影帶大獎（2010年）     | 最佳攝影                               | 提名 |
| 2010 | MTV音樂錄影帶大獎（2010年）     | 最佳導演                               | 提名 |
| 2010 | MTV音樂錄影帶大獎（2010年）     | 最佳剪輯                               | 提名 |
| 2010 | MTV音樂錄影帶大獎（2010年）     | 最佳特效                               | 提名 |
| 2011 | BMI流行音樂獎                   | 獲獎歌曲                               | 獲獎 |
| 2011 | 葛萊美獎（第53屆）              | 最佳饒舌獨奏表演                       | 獲獎 |
| 2011 | 葛萊美獎（第53屆）              | 最佳說唱歌曲                           | 提名 |
| 2011 | 《公告牌》音乐奖                | 熱門串流歌曲（影片）                   | 提名 |
| 2011 | MTV日本音樂錄影帶大獎（2011年） | 最佳嘻哈影片                           | 獲獎 |
| 2011 | 底特律音樂獎                    | 全國優秀單曲                           | 獲獎 |
| 2011 | 底特律音樂獎                    | 優秀影片／較大預算（超過 10,000 美元） | 獲獎 |

## 榜單與認證
| 榜單（2010年）                          | 峰值 |
| --------------------------------------- | ---- |
| 澳大利亚（澳大利亚唱片业协会單曲榜）    | 4    |
| 奥地利（Ö3四十强单曲榜）                | 5    |
| 比利时佛兰德（Ultratop五十强单曲榜）    | 13   |
| 比利时瓦隆（Ultratop五十强单曲榜）      | 14   |
| 加拿大（Canadian Hot 100）              | 1    |
| 捷克（電台百強單曲榜）                  | 10   |
| 丹麥（Hitlisten单曲榜）                 | 5    |
| 芬兰（芬蘭官方單曲榜）                  | 8    |
| 法国（法國唱片出版業公會單曲榜）        | 97   |
| 德国（德國官方單曲榜）                  | 9    |
| 愛爾蘭（愛爾蘭唱片音樂協會单曲榜）      | 3    |
| 意大利（意大利音乐产业联盟单曲榜）      | 3    |
| 日本（Japan Hot 100）                   | 2    |
| 荷兰（荷蘭四十強單曲榜）                | 14   |
| 新西兰（新西兰唱片音乐协会单曲榜）      | 8    |
| 挪威（世道單曲榜）                      | 3    |
| 波蘭（波蘭舞曲榜）                      | 46   |
| 波蘭（錄影帶榜）                        | 4    |
| 蘇格蘭（官方榜单公司單曲榜）            | 4    |
| 韓國（國際單曲榜）                      | 2    |
| 西班牙（西班牙音樂製作協會）            | 29   |
| 瑞典（瑞典最熱榜）                      | 5    |
| 瑞士（瑞士热门音乐榜）                  | 2    |
| 英國（官方榜单公司單曲榜）              | 5    |
| 英國（官方榜单公司節奏藍調榜）          | 2    |
| 美国（《告示牌》百大單曲榜）            | 1    |
| 美國（《告示牌》Hot R&B/Hip-Hop Songs） | 70   |
| 美國（《告示牌》Hot Rap Songs）         | 8    |
| 美國（《告示牌》Pop Airplay）           | 15   |
| 美國（《告示牌》Rhythmic Songs）        | 12   |

| 榜單（2010年）                 | 峰值 |
| ------------------------------ | ---- |
| 澳洲（澳大利亚唱片业协会榜）   | 22   |
| 奧地利（奧地利Ö3四十強音樂榜） | 30   |
| 比利時法蘭德斯（Ultratop榜）   | 73   |
| 加拿大（加拿大百强单曲榜）     | 27   |
| 德國（GfK娱乐榜单）            | 39   |
| 瑞典（瑞典最熱榜）             | 34   |
| 瑞士（瑞士热门音乐榜）         | 15   |
| 英國（官方榜单公司單曲榜）     | 31   |
| 美國（《告示牌》百强单曲榜）   | 24   |
| 美國（《告示牌》饒舌歌曲）     | 30   |
| 美國（《告示牌》節奏榜）       | 41   |

| 地區                                                       | 认证    | 认证单位/销量 |
| ---------------------------------------------------------- | ------- | ------------- |
| 澳大利亚（澳大利亚唱片业协会）                             | 5× 白金 | 350,000^      |
| 丹麦（國際唱片業協會丹麥分會）                             | 白金    | 90,000‡       |
| 德国（聯邦音樂產業協會）                                   | 白金    | 300,000‡      |
| 意大利（意大利音乐产业联盟）                               | 白金    | 30,000*       |
| 新西兰（新西兰唱片音乐协会）                               | 白金    | 15,000*       |
| 韓國（Gaon音乐榜）                                         | —       | 567,119       |
| 瑞士（國際唱片業協會瑞士分会）                             | 白金    | 30,000^       |
| 英国（英国唱片业协会）                                     | 2× 白金 | 1,200,000‡    |
| 美国（美國唱片業協會）                                     | 钻石    | 10,000,000‡   |
| *僅含認證的實際銷量 ^僅含認證的出貨量 ‡僅含認證的+實際銷量 |         |               |

## 曲目清單
數位下載
| 曲序 | 曲目       | 词曲                                                                    | 製作人                                           | 时长 |
| ---- | ---------- | ----------------------------------------------------------------------- | ------------------------------------------------ | ---- |
| 1.   | 〈沒在怕〉 | 馬紹爾·馬瑟斯 德雷克·庫珀 路易斯·雷斯托 Boi-1da 喬丹·伊凡斯 馬修·柏奈特 | Boi-1da 喬丹·伊凡斯 [a] 馬修·柏奈特 [a] 阿姆 [a] | 4:10 |

CD單曲
| 曲序     | 曲目               | 词曲                                                                    | 製作人                                           | 时长 |
| -------- | ------------------ | ----------------------------------------------------------------------- | ------------------------------------------------ | ---- |
| 1.       | 〈沒在怕〉         | 馬紹爾·馬瑟斯 德雷克·庫珀 路易斯·雷斯托 Boi-1da 喬丹·伊凡斯 馬修·柏奈特 | Boi-1da 喬丹·伊凡斯 [a] 馬修·柏奈特 [a] 阿姆 [a] | 4:10 |
| 2.       | 〈沒在怕〉（器樂） | 馬瑟斯 Cooper 雷斯托 Boi-1da 伊凡斯 柏奈特                              | Boi-1da 伊凡斯 [a] 柏奈特 [a] 阿姆 [a]           | 4:10 |
| 总时长： | 总时长：           | 总时长：                                                                | 总时长：                                         | 8:20 |

註釋
^[a] 表示額外製作人。

## 參與人員
人員名單出自《好的很》專輯內頁。
錄音
錄製地點：密歇根州芬代爾的肖像工作室、加州伯班克的安可工作室，以及加拿大安大略省阿賈克斯的Boi-1da工作室。
人員
| - 阿姆 – 主唱、混音、追加製作和歌曲創作 - Boi-1da – 製作、錄音、歌曲創作和鼓 - 喬丹·伊凡斯 – 歌曲創作、追加製作和弦樂 - 馬修·柏奈特 – 歌曲創作、追加製作和弦樂 - 路易斯·雷斯托 – 歌曲創作和鍵盤 - 麥克·斯特蘭奇 – 錄音和混音 - 喬·斯特蘭奇 – 工程協助 | - 羅伯特·雷耶斯 – 合唱錄製 - 基普·布萊克希爾 – 合唱團 - 克里斯塔爾·加里克二世 – 合唱 - 泰瑞·德克斯特 – 合唱 - 富王 – 合唱 - 克里斯汀·阿什利·科爾 – 合唱 - 斯利·喬丹 – 合唱 |

## 發行歷史
| 地區   | 日期          | 格式         | 唱片公司                                     | 腳註    |
| ------ | ------------- | ------------ | -------------------------------------------- | ------- |
| 英國   | 2010年6月14日 | CD單曲       | 寶麗多                                       | [ 152 ] |
| 美國   | 2010年7月6日  | CD單曲       | 結果  新視鏡 痞子  | [ 153 ] |
| 美國   | 2010年4月29日 | 城市電臺廣播 | 結果  新視鏡 痞子  | [ 18 ]  |
| 全世界 | 2010年5月3日  | 數位下載     | 結果  新視鏡 痞子  | [ 39 ]  |

### 註解
1. ↑  是的，我一直都在道路上奔馳。我想我有這個義務，拿到我所想要的
2. ↑  在我倒下前，不如讓你讀懂我在紙上寫的歌詞／但在我還沒唱出來以前，你不會把這些話放在心上
3. ↑  那張最近釋出的專輯真是／也許我用盡我的嘴速，達到我的極限／放心，我不會現在就放棄
4. ↑  我只想說，回去點擊我的作品
5. ↑  但我依然想釐清這場輸掉的局面／雖然我還在安排，但我猜我什麼都沒做／是時候驅逐我心中的惡魔了，這些混蛋還擋在前面阻攔我
6. ↑  我不能一直這樣生活，所以從今天開始我要打破這牢籠
7. ↑  我寧願把這個俱樂部變成酒吧的爭吵／在浴室隔間裡像罗斯利斯伯格一樣吵鬧。

## 外部鏈結
- YouTube上的《沒在怕》音樂錄影帶